# 宮澤有紀
宮澤 有紀（みやざわ ゆき、1990年8月29日 - ）は、長野県飯山市出身・千曲市育ちの元陸上競技選手。現在は医師。専門は短距離走。100mの自己ベストは元北信越学生記録の11秒56。2015年北京世界選手権女子4×100mリレーの日本代表候補。

## 経歴

### 高校時代まで
長野県飯山市に生まれ、同県千曲市で育った。血液型はA型。家族に陸上経験者はいない。
小学4年生の時に100mで県1位になり本格的に陸上競技を開始するも、その後は伸び悩んだ。そのため、千曲市立更埴西中学校に進学後は違うスポーツをやるつもりだったが、父に競技続行を促されると、無理やり出場させられた4月の大会で自己ベストを連発し、中学でも陸上を続けることを決めた。中学には陸上部がなかったため、週に2-3回ほど市の指導員だったコーチの下で練習を行う程度だったが、2年時にジュニアオリンピック100mで2位、3年時には全日本中学校選手権の100mで3位、200mで4位に入るなど活躍した。しかし、その後は極度の低血圧に苦しめられ、男子100mの元県記録保持者が指導する長野県屋代高等学校に進学後は、階段を上るのも辛い、授業中に気絶して椅子から転げ落ちそうになるなど、日常生活にも支障をきたした。1年時は県大会を突破することができず、2年時はほとんど走ることができず陸上部を1年ほど休部した。父とともに日本全国の著名な医師に診てもらうも病名は分からなかったが、父が探してくれた骨格改造に取り組んだ結果、日常生活を送れるほどまでに回復。3年時には北信越大会まで進出したが、高校時代の100mのベストは12秒41に留まり、中学時代の自己ベストを更新することはできなかった。

### 大学時代
高校時代の経験から医師を目指し、2浪の末、2011年に富山大学の医学部医学科に合格。当初は大学で陸上を続けるつもりはなく、4月に他の部に入部もしたが、最終的に5月に陸上部へ入部。7月の学生初レースでは、2年間のブランクがありながらも100mを12秒6で走った。
2012年、6月の日本学生個人選手権100mで中学3年以来の全国大会入賞（6位）を果たすと、9月の日本インカレの100mと200m、10月の国民体育大会でも入賞（全て7位）を果たした。この年は100mの自己ベストを中学以来7年ぶりに更新し、最終的に11秒84まで引き上げた。
2014年、6月の日本学生個人選手権100mで中学3年以来の表彰台に上ると（3位）、8月の全日本医歯薬獣医大学選手権100mでは11秒60（+4.9）をマークし、追い風参考記録ながら10秒60を体感した。これをきっかけに走り方を変えると、9月の日本インカレ100mでは自己ベストを11秒84から11秒68まで引き上げ、優勝した藤森安奈に0秒02差で敗れたものの2位に入った。同月のコンチネンタルカップ4×100mリレーにはアジア・太平洋代表（日本の学生選手で編成）として出場し、初めて国際大会を経験した。
2015年、6月の日本学生個人選手権100mでは惜しくも追い風参考記録に留まったものの、自己ベストを上回る11秒60（+2.1）で初の全国タイトルを獲得。初出場となった同月の日本選手権では100m予選で11秒67（0.0）の自己ベスト（当時）をマークすると、決勝では優勝した福島千里に0秒27及ばなかったものの2位に入り、8月に開催される北京世界選手権4×100mリレーの日本代表候補に選出された。日本チームが出場権を獲得できれば「候補」という文字は外れ、日本代表して北京世界選手権に参加することができたが、日本チームは出場権を獲得できなかった。7月の日中韓3カ国交流100mでは日本学生歴代5位タイ・北信越学生タイ（ともに当時）の11秒56（+1.8）をマークし、目標にしていた北信越学生記録（1996年に金沢大学の吉田香織が樹立）に並んだ。
2016年、8月のリオデジャネイロオリンピック出場を目指すも、5月に右脚のトラブルもあり、6月の日本選手権は予選で敗退した。
大学卒業後は県内の病院に就職し、陸上競技生活を終えた。

## 自己ベスト
記録欄の（　）内の数字は風速（m/s）で、+は追い風を意味する。
| 種目 | 記録          | 年月日        | 場所   | 備考             |
| 屋外 | 屋外          | 屋外          | 屋外   | 屋外             |
| ---- | ------------- | ------------- | ------ | ---------------- |
| 100m | 11秒56 (+1.8) | 2015年7月12日 | 札幌市 | 元北信越学生記録 |
| 200m | 24秒22 (+0.3) | 2012年9月12日 | 東京都 |                  |
| 室内 |               |               |        |                  |
| 60m  | 7秒50         | 2012年2月4日  | 大阪市 |                  |

## 主要大会成績

### 国際大会
| 年         | 大会                      | 場所       | 種目    | 結果 | 記録          | 備考               |
| ---------- | ------------------------- | ---------- | ------- | ---- | ------------- | ------------------ |
| 2014 (大4) | コンチネンタルカップ (en) | マラケシュ | 4x100mR | 3位  | 45秒40 (1走)  | アジア・太平洋代表 |
| 2015 (大5) | 日中韓3カ国交流           | 札幌       | 100m    | 3位  | 11秒56 (+1.8) |                    |
| 2015 (大5) | 日中韓3カ国交流           | 札幌       | 4x100mR | 2位  | 45秒08 (1走)  |                    |

### 日本選手権
| 年         | 大会    | 場所     | 種目 | 結果 | 記録          | 備考                         |
| ---------- | ------- | -------- | ---- | ---- | ------------- | ---------------------------- |
| 2015 (大5) | 第99回  | 新潟市   | 100m | 2位  | 11秒77 (-0.3) | 予選11秒67 (0.0)：自己ベスト |
| 2016 (大6) | 第100回 | 名古屋市 | 100m | 予選 | 12秒43 (-1.7) |                              |

### その他
| 年         | 大会                     | 場所     | 種目      | 結果   | 記録            | 備考                            |
| ---------- | ------------------------ | -------- | --------- | ------ | --------------- | ------------------------------- |
| 2004 (中2) | 全日本中学校選手権       | 前橋市   | 100m      | 予選   | 12秒86 (-0.5)   |                                 |
| 2004 (中2) | 全日本中学校選手権       | 前橋市   | 200m      | 準決勝 | 25秒99 (+1.3)   |                                 |
| 2004 (中2) | ジュニアオリンピック     | 横浜市   | 100m      | 2位    | 12秒57 (-0.6)   |                                 |
| 2005 (中3) | 全日本中学校選手権       | 岐阜市   | 100m      | 3位    | 12秒57 (-1.3)   |                                 |
| 2005 (中3) | 全日本中学校選手権       | 岐阜市   | 200m      | 4位    | 25秒56 (-2.5)   |                                 |
| 2005 (中3) | 国民体育大会             | 岡山市   | 200m      | 準決勝 | 25秒56 (+0.5)   |                                 |
| 2005 (中3) | 国民体育大会             | 岡山市   | 4x100mR   | 予選   | 47秒94 (3走)    |                                 |
| 2005 (中3) | ジュニアオリンピック     | 横浜市   | 100m      | 9位    | 12秒75 (-0.1)   |                                 |
| 2011 (大1) | 北日本インカレ           | 新潟市   | 4x100mR   | 4位    | 48秒81 (2走)    |                                 |
| 2012 (大2) | 北信越インカレ           | 福井市   | 100m      | 優勝   | 12秒01 (+2.5)   |                                 |
| 2012 (大2) | 北信越インカレ           | 福井市   | 200m      | 優勝   | 24秒91 (+4.0)   |                                 |
| 2012 (大2) | 北信越インカレ           | 福井市   | 4x100mR   | 優勝   | 48秒57 (2走)    |                                 |
| 2012 (大2) | 北信越インカレ           | 福井市   | 4x400mR   | 2位    | 3分57秒24 (2走) |                                 |
| 2012 (大2) | 日本学生個人選手権       | 平塚市   | 100m      | 6位    | 12秒07 (+0.9)   |                                 |
| 2012 (大2) | 日本インカレ             | 東京都   | 100m      | 7位    | 12秒11 (-0.7)   | 予選11秒99 (-1.8)：自己ベスト   |
| 2012 (大2) | 日本インカレ             | 東京都   | 200m      | 7位    | 24秒22 (+0.3)   | 自己ベスト                      |
| 2012 (大2) | 日本インカレ             | 東京都   | 4x100mR   | 予選   | 48秒71 (1走)    |                                 |
| 2012 (大2) | 国民体育大会             | 岐阜市   | 100m      | 7位    | 11秒92 (+0.6)   | 自己ベスト                      |
| 2012 (大2) | 国民体育大会             | 岐阜市   | 4x100mR   | 準決勝 | 46秒85 (2走)    |                                 |
| 2013 (大3) | 織田記念国際             | 広島市   | 100m      | 予選   | 12秒32 (+0.5)   |                                 |
| 2013 (大3) | 北信越インカレ           | 新潟市   | 100m      | 決勝   | DNS             | 予選12秒24 (+1.5)               |
| 2013 (大3) | 日本インカレ             | 東京都   | 100m      | 準決勝 | 12秒20 (+2.6)   |                                 |
| 2013 (大3) | 国民体育大会             | 調布市   | 4x100mR   | 予選   | 47秒36 (1走)    |                                 |
| 2014 (大4) | 北信越インカレ           | 富山市   | 100m      | 2位    | 11秒95 (+2.1)   |                                 |
| 2014 (大4) | 北信越インカレ           | 富山市   | 4x100mR   | 2位    | 47秒71 (4走)    |                                 |
| 2014 (大4) | 日本学生個人選手権       | 平塚市   | 100m      | 3位    | 11秒95 (-0.1)   |                                 |
| 2014 (大4) | 日本インカレ             | 熊谷市   | 100m      | 2位    | 11秒85 (-1.3)   | 準決勝11秒68 (+1.3)：自己ベスト |
| 2014 (大4) | 実業団・学生対抗         | 小田原市 | 100m      | 決勝   | DQ              | フライング                      |
| 2014 (大4) | 実業団・学生対抗         | 小田原市 | メドレーR | 2位    | 2分12秒97 (1走) |                                 |
| 2014 (大4) | 国民体育大会             | 諫早市   | 100m      | 6位    | 11秒93 (-0.1)   |                                 |
| 2014 (大4) | 国民体育大会             | 諫早市   | 4x100mR   | 準決勝 | 46秒59 (4走)    |                                 |
| 2014 (大4) | エコパトラックゲームズ   | 袋井市   | 100m      | 決勝   | DNS             | 予選12秒11 (+0.2)               |
| 2014 (大4) | エコパトラックゲームズ   | 袋井市   | 4x100mR   | -      | 45秒73 (2走)    |                                 |
| 2015 (大5) | 織田記念国際             | 広島市   | 100m      | 6位    | 11秒99 (-0.2)   |                                 |
| 2015 (大5) | ゴールデングランプリ川崎 | 川崎市   | 100m      | 8位    | 11秒91 (+1.2)   |                                 |
| 2015 (大5) | 北信越インカレ           | 金沢市   | 100m      | 優勝   | 11秒94 (-1.2)   |                                 |
| 2015 (大5) | 北信越インカレ           | 金沢市   | 200m      | 優勝   | 24秒58 (+2.2)   |                                 |
| 2015 (大5) | 北信越インカレ           | 金沢市   | 4x100mR   | 優勝   | 47秒81 (4走)    |                                 |
| 2015 (大5) | 北信越インカレ           | 金沢市   | 4x400mR   | 3位    | 3分55秒50 (1走) |                                 |
| 2015 (大5) | 日本学生個人選手権       | 平塚市   | 100m      | 優勝   | 11秒60 (+2.1)   |                                 |
| 2015 (大5) | 日本学生個人選手権       | 平塚市   | 200m      | 準決勝 | DNS             | 予選24秒66 (+1.6)               |
| 2015 (大5) | 日本インカレ             | 大阪市   | 100m      | 3位    | 11秒88 (+0.6)   |                                 |
| 2015 (大5) | 国民体育大会             | 和歌山市 | 100m      | 5位    | 11秒82 (+0.3)   |                                 |
| 2015 (大5) | 国民体育大会             | 和歌山市 | 4x100mR   | 8位    | 46秒21 (2走)    |                                 |
| 2016 (大6) | 織田記念国際             | 広島市   | 100m      | 4位    | 12秒01 (-1.8)   |                                 |
| 2016 (大6) | ゴールデングランプリ川崎 | 川崎市   | 4x100mR   | 4位    | 44秒78 (4走)    |                                 |
| 2016 (大6) | 布勢スプリント           | 鳥取市   | 100m      | 予選   | 12秒47 (+1.1)   |                                 |